# Marcheprime
Marcheprime là một xã trong tỉnh Gironde, thuộc vùng Nouvelle-Aquitaine của nước Pháp, có dân số là 3486 người (thời điểm 1999). Trong khi Marcheprime trong năm 1962 còn có trên 892 dân cư thì năm 1999 đã có 3.486 người dân. Marcheprime nằm trên đường giữa Bordeaux và Arcachon.